# HMS Richmond (F239)
Pour les autres navires du même nom, voir HMS Richmond.
Le HMS Richmond est une frégate de type 23 de la Royal Navy.

## Histoire
La frégate est le dernier navire militaire construit par Swan Hunter.
Le Richmond est déployé pour la première fois en 1997 en Extrême-Orient au sein d'une force opérationnelle. Il s'arrête au port russe de Vladivostok, importante base navale russe ; il est le premier navire de la Royal Navy à y venir depuis 100 ans. Cette même année, il escorte le yacht royal Britannia lors de la dernière étape de sa dernière tournée au Royaume-Uni avant sa désaffectation.
En 1998, le Richmond prend part à deux importants exercices navals de l'OTAN et va à New York, où il participe à la Fleet Week. En 1999, il est envoyé dans l'Atlantique Sud dans le cadre de la mission de patrouille puis subit une révision majeure terminée en 2000.
En 2001, il rejoint le Standing NATO Maritime Group 2. En 2002, il se rend dans les pays du Commonwealth des Caraïbes. En juin 2002, deux officiers sont tués lorsque l'hélicoptère Lynx de la frégate s'écrase au large des côtes de la Virginie.
En 2003, il se déploie dans le golfe Persique au sein de la patrouille Armilla où il relève le Cardiff. Il arrive peu de temps avant la guerre d'Irak. Lorsque les hostilités commencent, le Richmond, le Chatham, le Marlborough et le navire de la Royal Australian Navy Anzac fournissent l'appui naval pendant l'assaut amphibie des Royal Marines sur la péninsule d'Al Faw, le premier assaut amphibie des Marines depuis la guerre des Malouines. en 1982. Le Richmond reste dans la région jusqu'à la fin de la guerre et rentre chez lui en août.
En juillet 2004, le Richmond fait des patrouilles dans des régions de l'Atlantique et des Caraïbes. Il fait escale au début en Jamaïque et à Belize. En septembre, il vient en aide aux Îles Turques-et-Caïques frappées par l'ouragan Frances. Il va ensuite vers Curaçao, aux Antilles néerlandaises, où il reprend la patrouille, interrompue à cause de l'ouragan, mais en attente pour fournir une assistance en raison de l'arrivée imminente de l'ouragan Ivan. L'ouragan Ivan cause d'énormes dégâts et des morts à Grenade, à la capitale Saint-Georges. Le Richmond et le RFA Wave Ruler portent secours. Le premier ministre Keith Mitchell doit s'installer à bord de la frégate. Puis le Richmond va à toute allure vers la Jamaïque et les îles Caïmans afin d'aider ces territoires à se remettre des ravages de l'ouragan Ivan.
Le Richmond revient de son déploiement en décembre 2004 et commence une période de radoub au HMNB Portsmouth au milieu de l'année 2005. Le radoub, entrepris par Fleet Support Limited, est en 2006. La frégate est de nouveau opérationnelle en octobre 2006.
Du 5 au 12 juillet 2010, elle jette l'ancre à côté du Belfast à Londres pour promouvoir les relations du navire avec le Borough londonien de Richmond upon Thames.
En 2011, elle est déployée au Moyen-Orient puis la région Asie-Pacifique pour les prochains exercices des Five Power Defence Arrangements. Elle participe à des opérations anti-piratage avec la force navale de l'Union Européenne. Après Singapour, elle rend hommage aux morts de la Force Z. Elle prend part à l'exercice FRUKUS 2011 avec des navires de la marine américaine et de la marine russe.
Au début du mois d'août 2013, elle fait des patrouilles dans les îles Malouines. Il revient en Grande-Bretagne en février 2014. Au cours de ses sept mois, le Richmond visite cinq territoires britanniques d'outre-mer, dont l'île de l'Ascension, Sainte-Hélène, les Malouines, la Géorgie du Sud et Tristan da Cunha. Au cours de ce déploiement, il est le premier navire de guerre de la Royal Navy à traverser le canal de Panama à l'occasion de son centenaire.
En octobre 2015, le Richmond est déployé en Méditerranée pour aider l'UE à lutter contre les trafiquants d'êtres humains et porter secours aux réfugiés fuyant la guerre civile en Syrie. Il retourne dans son port d'attache le 11 décembre 2015.
En octobre 2016, le Richmond et le destroyer Duncan sont dépêchés par le ministère de la Défense pour intercepter et surveiller une flotte de navires de la marine russe, dont le porte-avions Amiral Kouznetsov, qui passe par la Manche pour se rendre en Syrie.
En janvier 2017 le Richmond a été utilisé lors de l'épisode 9 'Berks to the Future' (Grand Tour vers le futur) de  The Grand Tour. Il a servi à Jeremy Clarkson et James May afin de détruire un véhicule modifié de Richard Hammond.
En juin 2017, le Richmond accoste à Chatham pour marquer le 350e anniversaire du raid sur la Medway.
Le Richmond est réaménagé à Devonport à la fin de l'été 2017. En novembre, on annonce qu'à la fin des travaux en 2018, il ne retournera pas à Portsmouth et sera transféré à Plymouth avec les autres frégates de type 23 munies d'équipements anti-sous-marins.